# Dulce Chacón (ilustradora)
Para la escritora y poeta española ver Dulce Chacón (escritora).
Dulce Chacón (Ciudad de México, 1976) es una artista e ilustradora mexicana, integrante del Sistema Nacional de Creadores del Arte del FONCA. A lo largo de su carrera, se ha dedicado, a los ámbitos pictórico y dibujístico. Sus obras provienen de referentes visuales que circulan en Internet, periódicos o libros impresos.

## Biografía
Proveniente de una familia de fotógrafos, Dulce Chacón estudió Artes Visuales entre 1994 y 1998 en la Escuela Nacional de Artes Plásticas (E.N.A.P.), hoy Facultad de Artes y Diseño de la UNAM. En 2001, tomó un curso de arte interdisciplinario en la Academie Minerva Faculteit der Kunsten en los Países Bajos. Integrante del grupo de arte Atlético (1998-2003).  Académica de la Universidad Centro de Diseño Cine y Televisión (2007-2012). En 2010 realizó una estancia artística en el Ironbridge Gorge Museum Trust, en Reino Unido; y en 2012 en Temenggong Artist in Residence en Singapur. Coordinadora del programa de producción del Centro Cultural Border (2012-2015) y del Programa Educativo de SOMA (2015-2017) en la Ciudad de México.
Ha expuesto en espacios como Museo de Arte Carrillo Gil, Centro Cultural de España en México, MUCA Roma, Ex Teresa Arte Actual, Casa del Lago "Juan José Arreola", Museo de Arte Moderno, en la Ciudad de México y en el extranjero, en países como Francia, Portugal, Holanda, República Checa, España, Estados Unidos, Uruguay, Colombia y Argentina.
Participó en la Bienal de Manila en 2018 con la obra Vánitas Portus, que se llevó a cabo del 21 al 28 de febrero de 2018, en la ciudad de Manila, Filipinas. Dicha pieza representa la relación entre México y Filipinas durante la época virreinal.

## Obra

### Proyectos
- Vanitas Portus, 2018
- Séptimo Círculo, 2017
- Zenith, 2016
- Ángeles Caídos, 2015-2016
- Sound Locators, 2016
- Cuánta será la oscuridad, 2015-2018
- Limbo, 2013-2014

### Colaboraciones
- Piedras del muro, 2009. Proyecto del Goethe Institute y el Centro Cultural Border.[11]

### Proyectos editoriales[12][13]
- Zenith, S-ediciones, México 2017.
- Cuaderno de bocetos, S-ediciones, México 2017.

## Exposiciones

### Individuales[7]
- De encuentros con sólidos platónicos, Galería123, México, 2018.[14][15]
- Matrix 175. Fallen Angels, Wadsworth Atheneum Museum of Art, EUA, 2016-2017.[16][17][18]
- Sueño en ASCII, Centro Cultural Border, México, 2008.[19][20]
- XVIII Rotación, Museo Universitario de Ciencias y Arte, 2002.
- Vacíos, Galerías Luis Nishisawa y Del Bosque, 1998.

### Colectivas
- Twice-Told Tales, PEANA Projects, México, 2018.[21][22]
- Hand-Painted Pop! Art and Appropriation, 1961 to Now, Wadsworth Atheneum Museum of Art, EUA, 2017.[23]
- Demasiado futuro, Centro Cultural de España en México (CCEMx), México, 2013.[24]
- Drawing(a)live, Museo de Arte Moderno, México, 2012.  Intervención con Dr. Alderete.[25][26][27][28]
- Sólo quiero el Universo, Centro Cultural Border, México, 2011.
- Geoaptitud, Centro Cultural Border, México, 2010.  Instalación en colaboración con Olga Olivares.[29]
- Confección de uno mismo, Centro Cultural Border, México, 2008.[30]

### Curaduría
- Bedlam Ballrom, Centro Cultural Border, México, 2014.[31]
- Proyecto VASIMR®, Centro Cultural Border, México, 20012.[32]

## Becas
- Fundación Lorena Alejandra Gallardo, A. C., 1997-1998.
- Programa Educativo SOMA, 2010-2012.
- Perrier Art Contest, 2012-2013.
- Programa Bancomer MACG Arte Actual 3.ª edición, 2012-2014.
- 12 x 12 Arte Emergente. MASIN, 2016.[7]

## Publicaciones
- Mexico: The Future is Unwritten. Contemporary artist from Mexico, Imago Mundi, 2014.[33][34][35][36]